# Chibuleo
Els chibuleos constitueixen un dels pobles ètnics de la nacionalitat indígena Kichwas de la Serra de l'Equador. La seva principal localitat s'assenteixi en la parròquia Juan Benigno Vela, cantó Ambato, al sud-oest de la província de Tungurahua.

## Història
L'origen del nom es deu a una planta anomenada Chibu que molt abans habitava en aquest lloc i leo prové dels descendents de la cultura panzaleo a la província de Tungurahua del qual són originaris.
Chibuleo està format per quatre comunitats: San Francisco, San Alfonso, San Pedro y San Luis. L'Organització de segon grau denominada UNOPUCH (Unión de Organizaciones del pueblo Chibuleo), inclou també a les comunitats de San Miguel, Chacapungo i Pataló Alto.
Aproximadament un 95% de la població parla el kichwa i com la seva segona llengua l'espanyol.

## Organització sociopolítica
L'estructura política del poble Chibuleo està conformada per:
- Assemblea General Comunitària, com a màxima autoritat;
- Consell de Govern Comunitari,
- President del Consell de Govern, Secretaries del Consell de Govern i Coordinadors Sectorials.[1]

Les lleis comunitàries es plasmen en un document que inclou tots els acords i resolucions adoptades pel congrés comunitari, que es realitza cada dos anys amb delegats triats en cadascun dels sectors o barris de la comunitat.

## Pràctiques productives
El poble chibuleo té com a eix productiu l'activitat agrícola, que per la seva ubicació geogràfica per a sembrar productes com a papes, mellocos, ordi, hortalisses i blat de moro, a través del denominat «sistema de quadres». Amb relació a la ramaderia, es dediquen a la criança de bestiar boví i cavallí i en menor proporció a la criança d'animals domèstics com borregos, chanchos, gallines, cuyes, conills, destinats al consum de la comunitat i als mercats de la província.
La Unió d'Organitzacions del poble de Chibuleo, (Unopuch) produeix de manera associativa al voltant de 1.500 litres diaris de llet, proveint a la indústria làctia privada.

### Activitats financeres
Del poble chibuleo han nascut els mentalizadores a crear institucions financeres del sector indígena, mateixes que s'han enfocat a donar suport econòmic a comunitats que no comptaven amb el suport de la banca comercial nacional. Entre les més representatives es troben les Cooperatives d'Estalvi i Crèdit Mushuc Runa, Chibuleo, Ambato, Kullki Wasi, etc.

## Costums, símbols i creences
Entre les seves festes més significatives es troba l'Inti Raymi, cerimònia andina d'origen incaic en honor del sol, que es realitza cada solstici d'hivern (24 de juny, en l'hemisferi sud) en agraïment de les collites rebudes. Altres celebracions són la Festa de los Caporales, Festa dels Reis Mags i també altres festes religioses d'origen mestís en honor Sant Francwax, Sant Isidre, Sant Pere, Sant Lluís, etc.

### Vestimenta
Amb relació a la seva vestimenta, les dones vesteixen amb una baieta de color negre amb talls brodats, brusa blanca de màniga curta en la part posterior brodada, anaco negre amb talls brodats, faixa (chumpi) de colors en la cintura, barret blanc, dos tupus, una femella huasca, orelleres de corals vermelles i abillaments metàl·lics daurats; els homes es vesteixen ponxo de color vermell amb talls brodats i dues franges verticals de colors, camisa i pantalons blancs.

## Pràctiques artístiques
Aquest poble canta i balla al so dels pingullos, rondaires, huancas, botzines i actualment hi ha diverses orquestres que entonen música nacional.
En el camp de la pintura ha destacat l'artista Sairy Túpac Lligalo Malisa, l'habilitat del qual per a dibuixar i pintar escenes de la realitat indígena actual ho ha portat a exposar a Europa i als Estats Units. Un altre dels artistes és Carlos Gualo, radicat a Espanya.

### Artesania
Els chibuleos realitzen artesanies com, lishtas, bruses brodades a mà, shigras, rebozos, anacos, ponxos i muchikus (barrets), que destinen al consum comunitari, nacional i fins i tot internacional.

## Líders Indígenes
Personatges com Nazario Caluña Espín + (Tayta Nazario), José Lligalo i Juan Lligalo van ser partícips en la creació d'organitzacions com el Moviment Indígena de Tungurahua, l'ECUARUNARI i la CONAIE.

## Educació Intercultural
El Poble Chibuleo compta amb la Unidad Educativa del Milenio Chibuleo (Kay Warankapak Tantachishka Yachaywasi Chibuleo).